# Léon de Janzé
Léon Frédéric de Janzé, noto anche solo come Léon de Janzé (Parigi, 26 febbraio 1848 – 21 novembre 1910), è stato un dirigente sportivo e politico francese.

## Biografia
Figlio di Édouard de Janzé e di Eugénie Tirbarbe d'Aubermesnil, Léon fu parente di Charles Alfred de Janzé. Venne eletto consigliere generale della Senna Marittima dal 1886 al 1910 e poi sindaco di Saint-Pierre-des-Jonquières; fu proprietario di un castello a Parfondeval.
Appassionato di sport, in particolare del tennis, fu fondatore della Société sportive de l'Île de Puteaux nel 1873, costruendo uno dei primi campi da tennis in Francia nel 1885. Venne poi nominato presidente dell'Union des sociétés françaises de sports athlétiques nel 1891 e dal 1895 al 1898. Partecipò al I Congresso Olimpico del 1894, di cui fu nominato membro onorario.
De Janzé fu anche tra i membri fondatori del Comitato Olimpico Francese.
Spostato con Moya Hennessy, figlia del pittore paesaggista William John Hennessy, Léon fu padre di Henri e Frédéric de Janzé.